# Афанасьев, Павел Филиппович
Павел Филиппович Афанасьев — советский хозяйственный, государственный и политический деятель, Герой Социалистического Труда.

## Биография
Родился в 1916 году в селе Софиевка (ныне — в черте города Новомиргород, Кировоградская область, Украина). Член КПСС.
С 1934 года — на хозяйственной, общественной и политической работе. В 1934—1976 гг. — колхозник, тракторист, участник Великой Отечественной войны, старшина Управления 2-го дивизиона 280-го ап 146-й сд 49-й Армии, тракторист-механизатор, бригадир тракторной бригады колхоза имени Чкалова Новомиргородского района Кировоградской области.
Указом Президиума Верховного Совета СССР от 8 декабря 1973 года присвоено звание Героя Социалистического Труда с вручением ордена Ленина и золотой медали «Серп и Молот».
Умер в Кировоградской области до 1985 года.

## Награды и звания
- Герой Социалистического Труда (08.12.1973).
- орден Ленина (31.12.1965, 08.12.1973)
- орден Октябрьской Революции (08.04.1971)
- орден Отечественной войны II степени (13.05.1945)
- орден Красной Звезды (05.09.1944)
- орден «Знак Почёта» (26.02.1958)